# Cheiridiidae
Famille
Les Cheiridiidae sont une famille de pseudoscorpions.
Elle comporte près de 80 espèces dans sept genres actuels.

## Distribution
Les espèces de cette famille se rencontrent en Amérique, en Afrique, en Asie, en Océanie et en Europe.

## Liste des genres
Selon Pseudoscorpions of the World (version 3.0) :
- Cheiridiinae Hansen, 1894
  - Apocheiridium Chamberlin, 1924
  - Cheiridium Menge, 1855
  - Cryptocheiridium Chamberlin, 1931
  - Neocheiridium Beier, 1932
  - Nesocheiridium Beier, 1957
  - † Electrobisium Cockerell, 1917
- Pycnocheiridiinae Beier, 1964
  - Leptocheiridium Mahnert & Schmidl, 2011
  - Pycnocheiridium Beier, 1964

## Publication originale
- Hansen, 1894 : Organs and characters in different orders of arachnids. Entomologiske Meddelelser, vol. 4, p. 137-251 (texte intégral).